# Addy Lund
Addy Lund (født 23. september 1935, død 14. juni 1998) var en dansk bakkesangerinde og skuespillerinde. Addy Lund var datter af "Bakkekongen" Orla Lund og bakkesangerinden Rut Emilie Lund og søster til Erico Lund, som 1963-83 var Bakkens Pjerrot.
Addy Lund optrådte dels på Dyrehavsbakken, dels på teatre, herunder Røde Kro Teater, og hun medvirkede i fire film.

## Film
- 1961 Komtessen - pige på ungdomshjem
- 1964 Alt for kvinden - dame på rundvisning
- 1965 Een pige og 39 sømænd
- 1970 Amour - kulmandens kone

## Eksterne links og kilder
- Addy Lund på Internet Movie Database (engelsk)
- Addy Lund på Filmdatabasen
- Addy Lund på danskefilm.dk
- Addy Lund på danskfilmogtv.dk
- Addy Lund på The Movie Database (engelsk)
- Addy Lund Arkiveret 7. august 2016 hos  Wayback Machine på danskfilmogteater.dk